# Blažkov (okres Žďár nad Sázavou)
Blažkov (německy Blaschkau) je obec v okrese Žďár nad Sázavou v kraji Vysočina. Žije zde 274 obyvatel.

## Název
Název se vyvíjel od varianty Blazcow (1353), Blazkow (1358), v Blasskowie (1459), v Blazkowie (1497), Blažkov (1615), Blažkow (1674, 1718), Blaschkow (1720, 1751) až k podobám Blaschkow a Blažkow v roce 1846. Místní jméno znamenalo ves lidí Blažkových.

## Historie
První písemná zmínka o obci pochází z roku 1348.
V letech 2006-2010 působil jako starosta Zdeněk Štěpánek, v letech 2010-2022 byla starostkou Mgr. Petra Tatíčková. Od roku 2022 tuto funkci zastává Ing. Jan Koutecký.
Obec Blažkov v roce 2010 obdržela ocenění v soutěži Vesnice Vysočiny, konkrétně získala ocenění diplom za podporu a rozvíjení hasičských tradic.

## Obyvatelstvo
| 1869 | 1880 | 1890 | 1900 | 1910 | 1921 | 1930 | 1950 | 1961 | 1970 | 1980 | 1991 | 2001 | 2011 | 2015 |
| ---- | ---- | ---- | ---- | ---- | ---- | ---- | ---- | ---- | ---- | ---- | ---- | ---- | ---- | ---- |
| 527  | 480  | 502  | 453  | 403  | 391  | 370  | 272  | 301  | 272  | 311  | 296  | 304  | 292  | 294  |

## Znak a vlajka
Právo užívat znak a vlajku bylo obci uděleno rozhodnutím Poslanecké sněmovny Parlamentu České republiky dne 27. června 2001. V zeleném štítě znaku stojí nad zlatou patou stříbrný jelen. Vlajku tvoří dva vodorovné pruhy, zelený s bílým jelenem a žlutý, v poměru 10:3. Poměr šířky k délce listu je 2:3.

## Pamětihodnosti
- Kaple svatého Cyrila a Metoděje
- Boží muka
- Bývalá tvrz
- Evangelický kostel

## Části obce
- Blažkov
- Dolní Rozsíčka

## Galerie

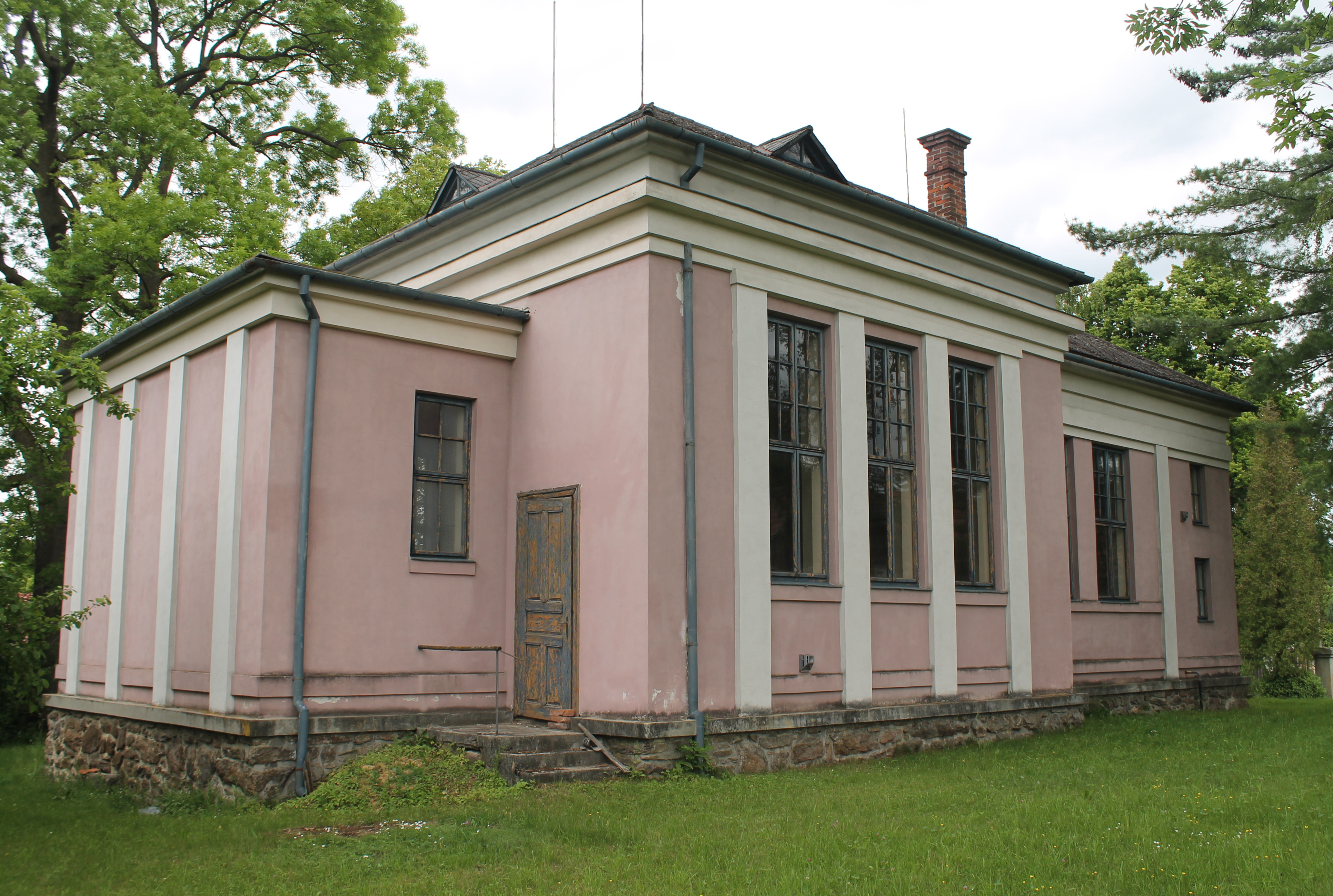
Evangelický kostel
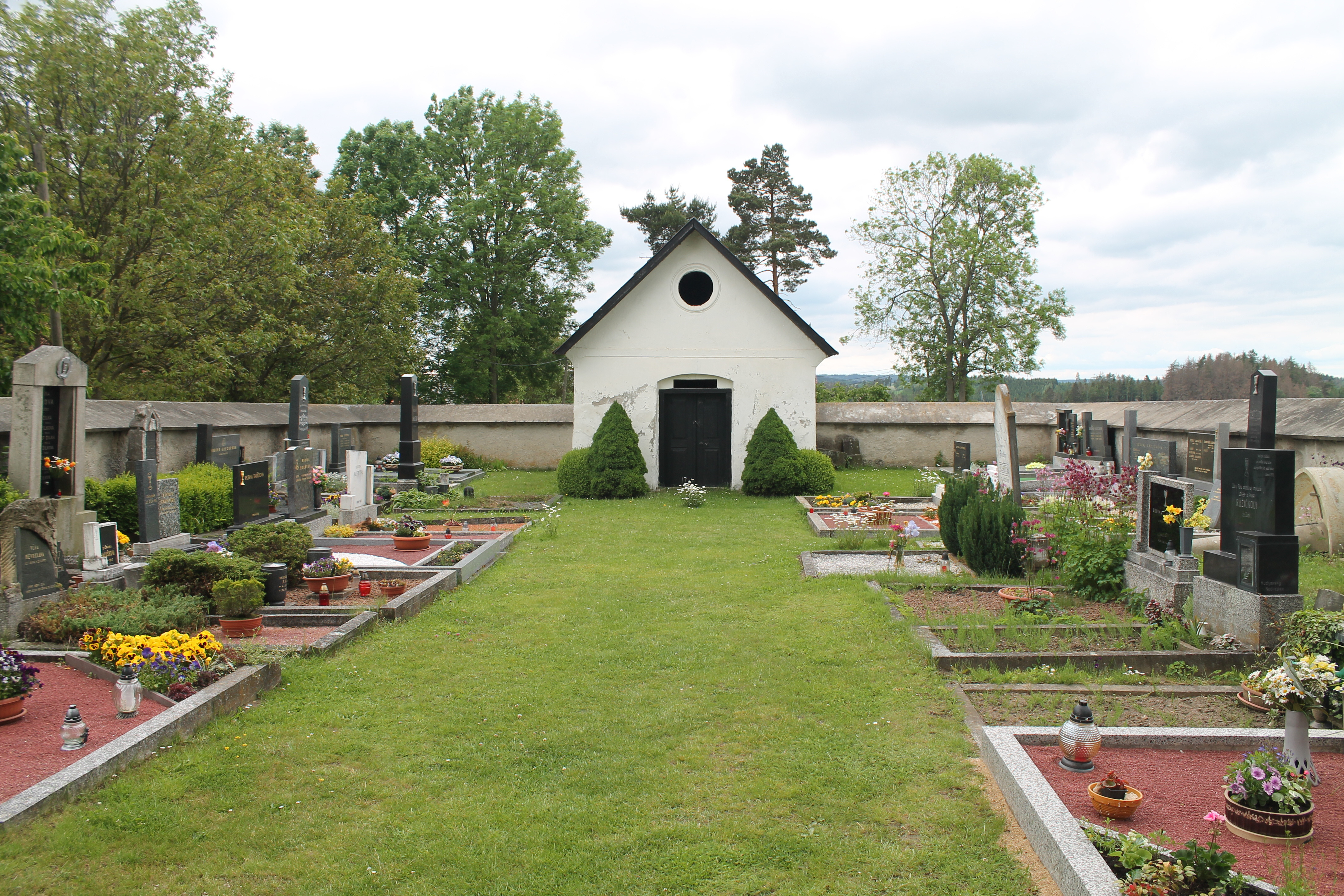
Evangelický hřbitov
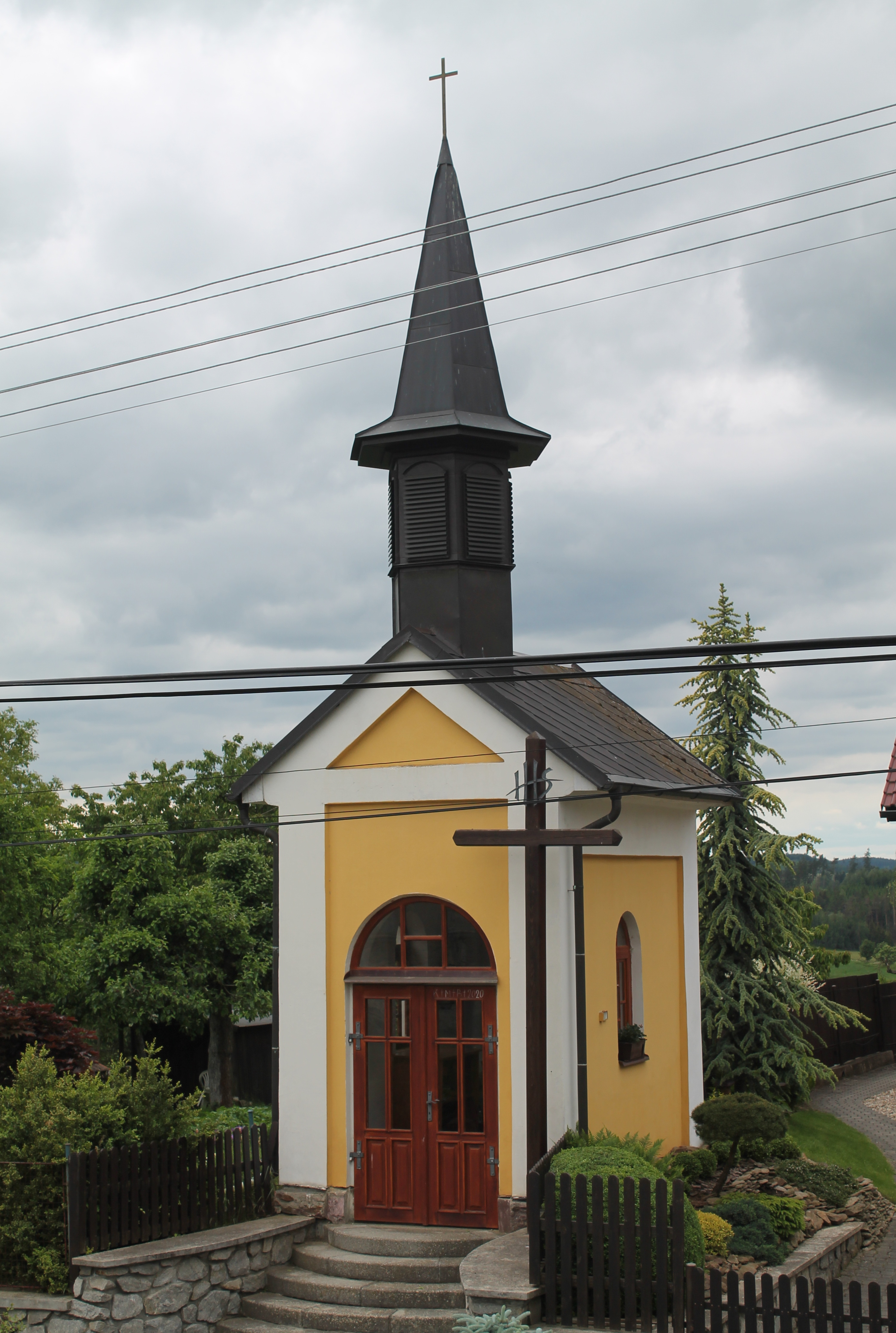
Kaple svatého Cyrila a Metoděje
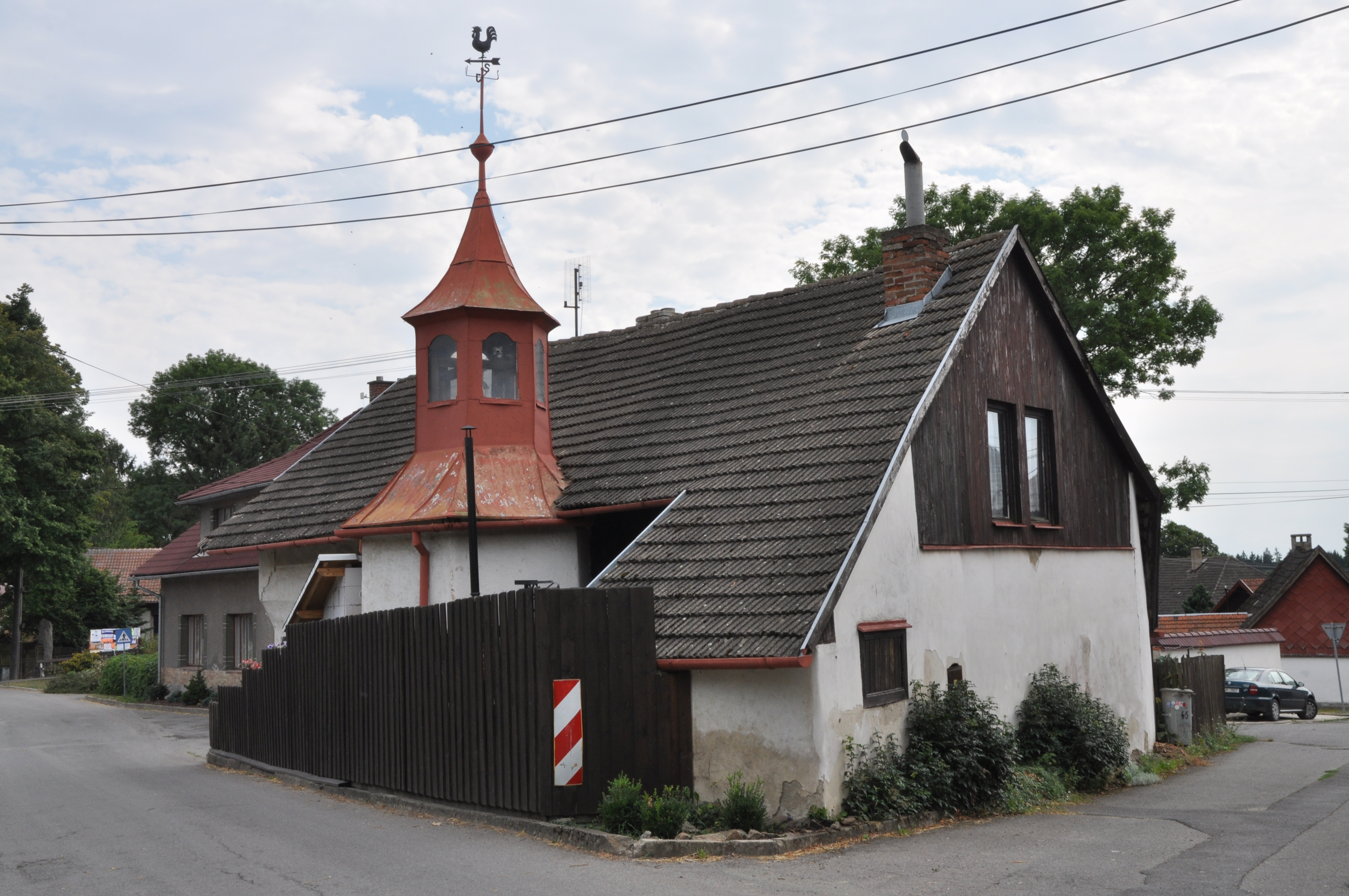
Dům čp. 45 s obecní zvonicí
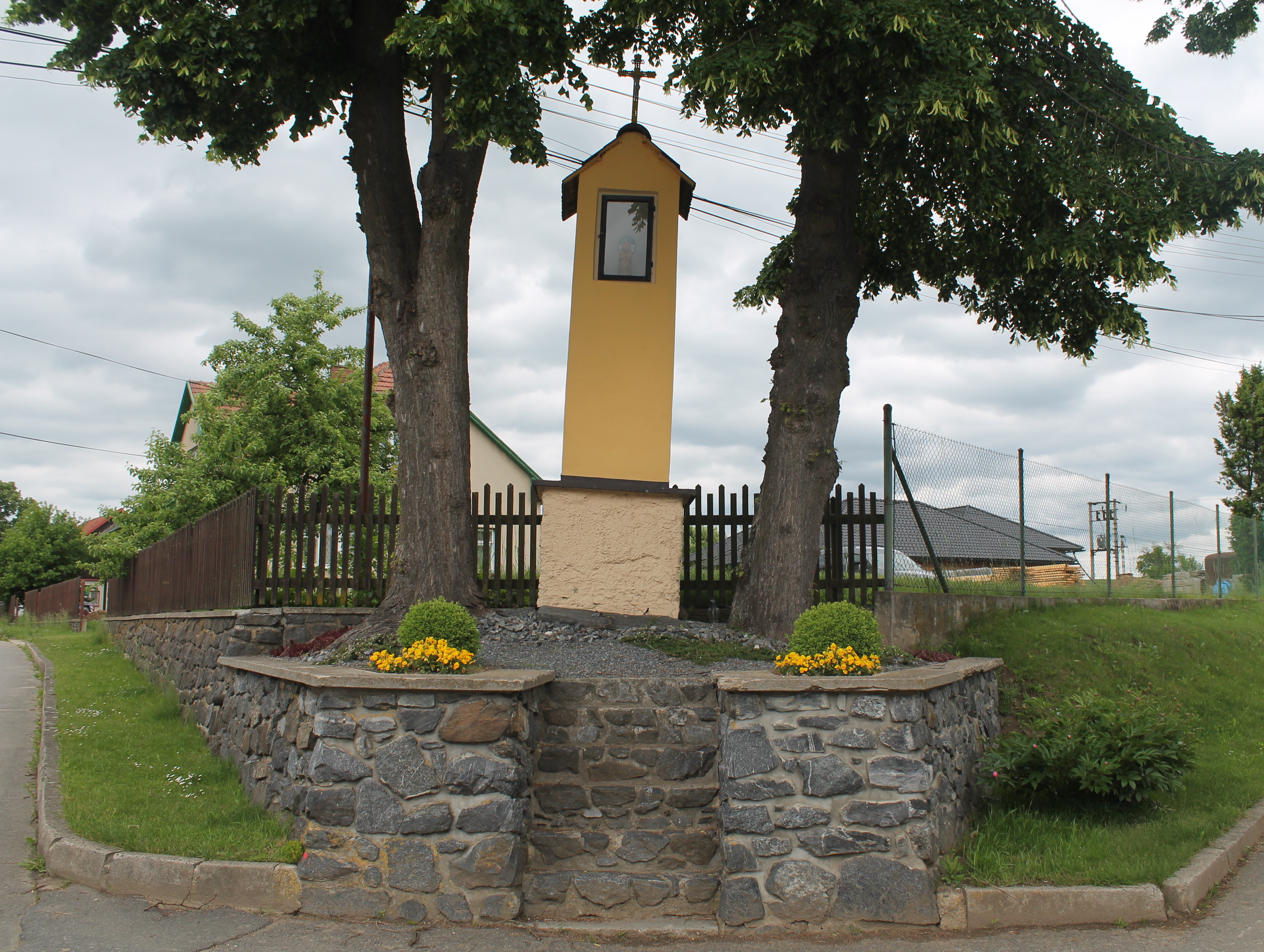
Boží muka
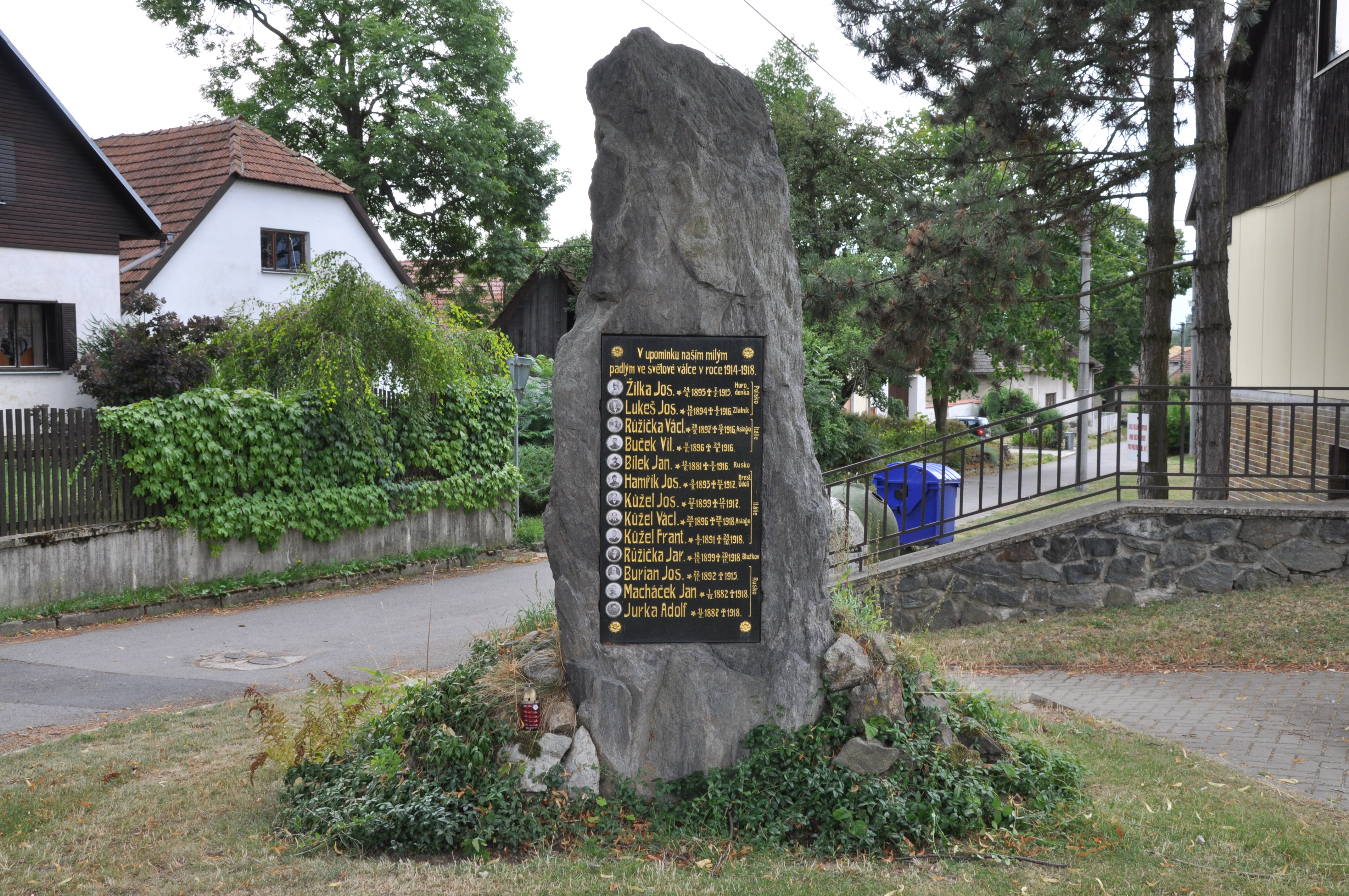
Pomník obětem první světové války
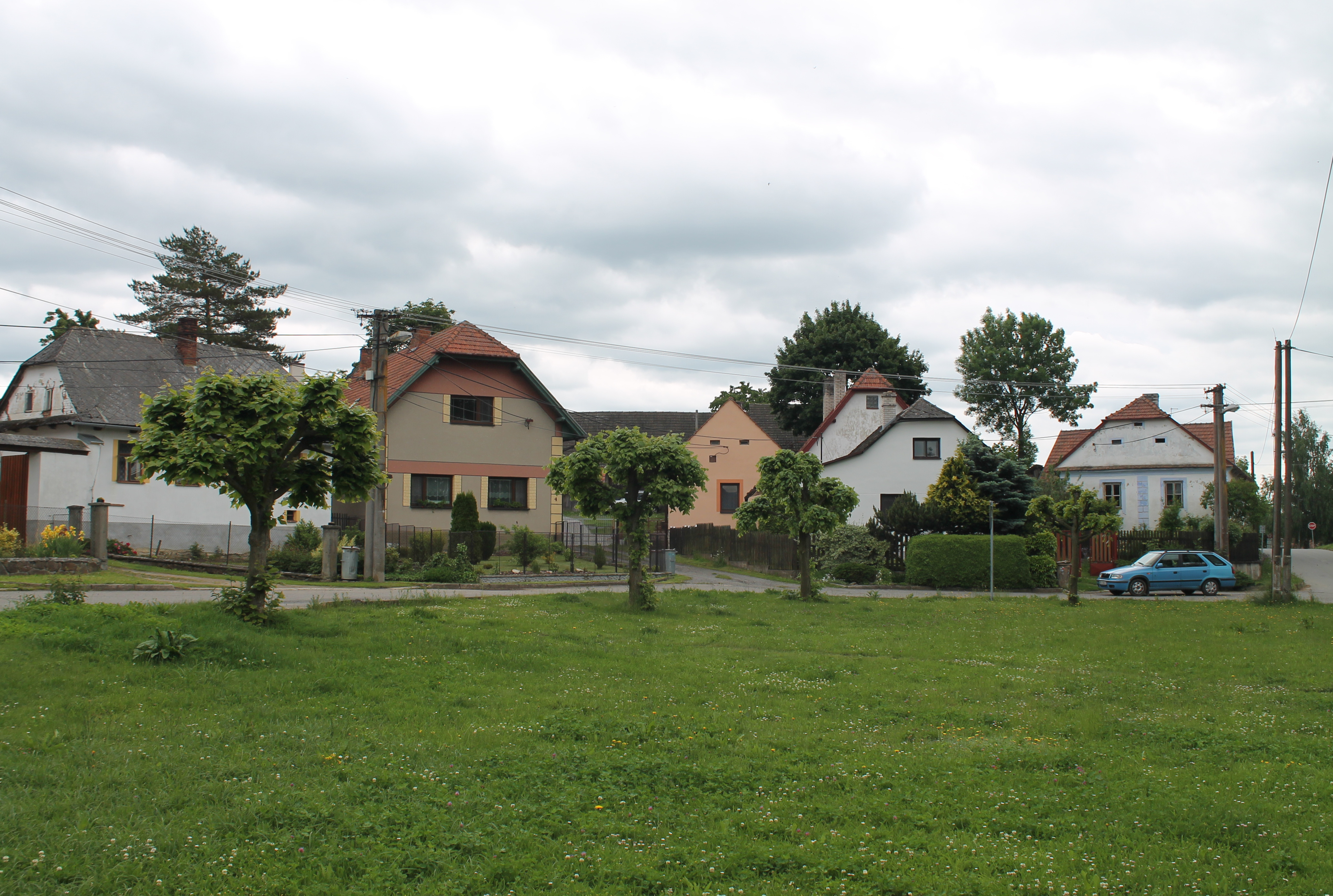
Jižní část návsi
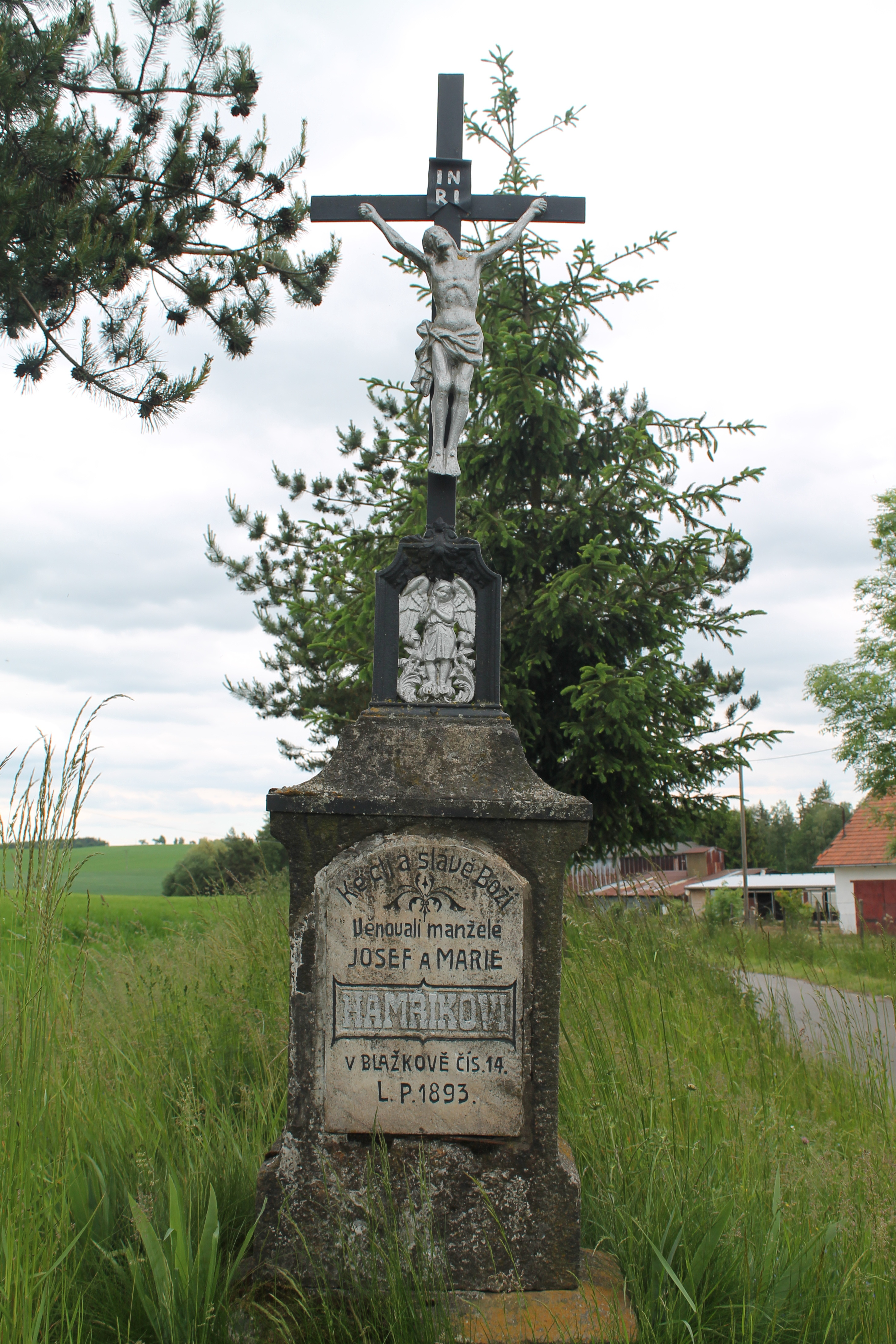
Kříž rodiny Hamříkovy na okraji obce
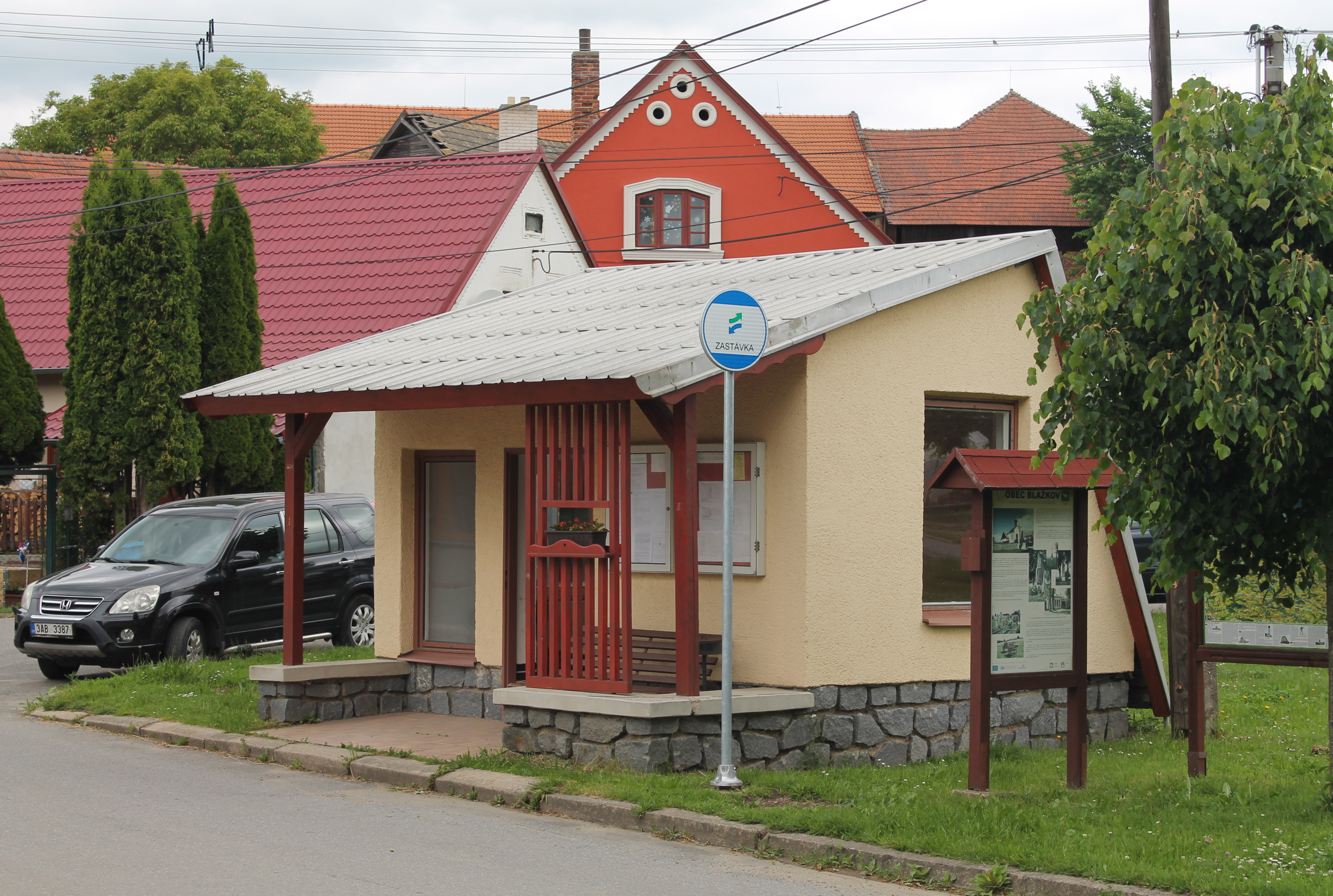
Autobusová zastávka
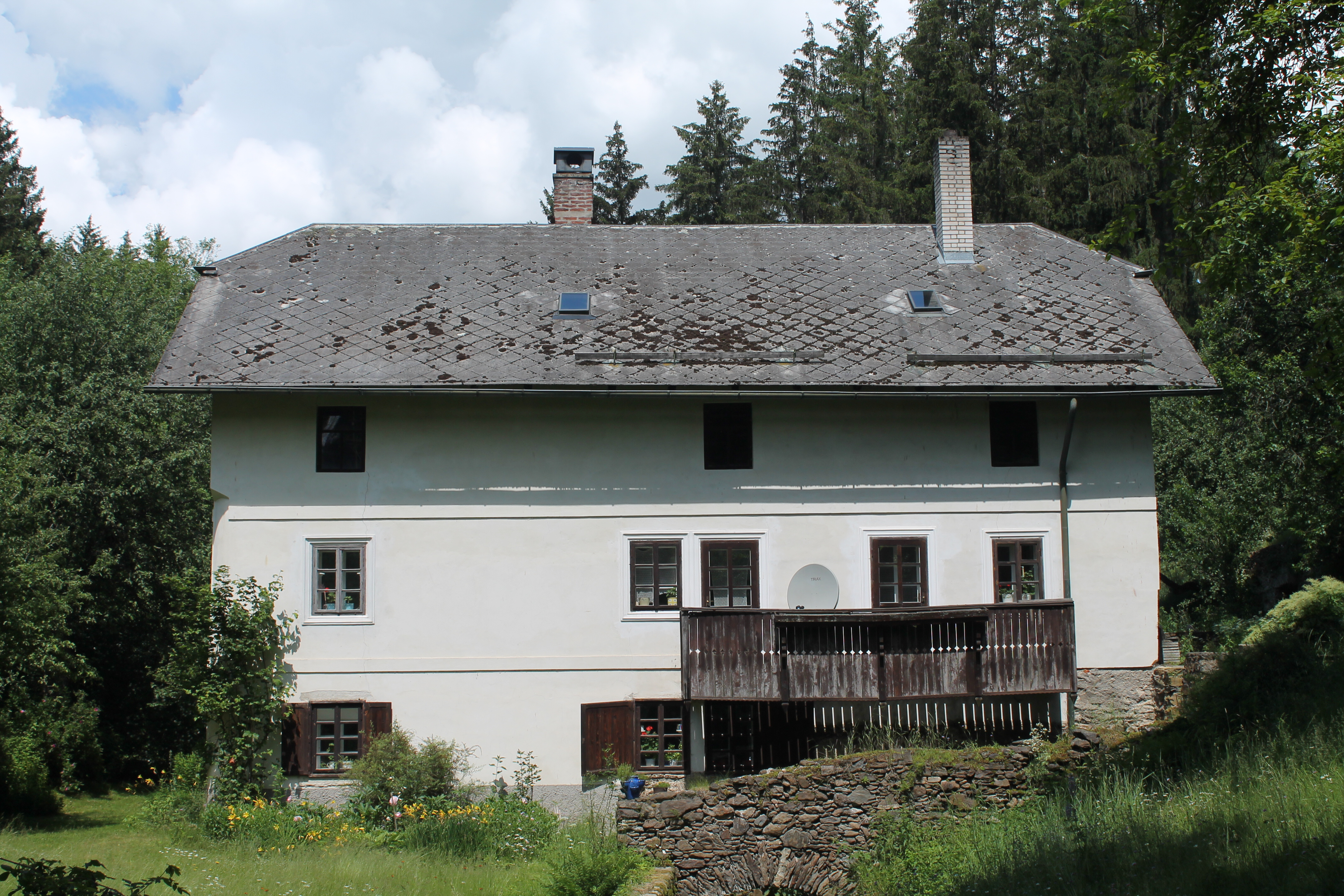
Nový mlýn